# Національна комісія з питань регулювання зв'язку України
Націона́льна комі́сія з пита́нь регулюва́ння зв'язку́ (НКРЗ) утворена Указом Президента № 943/2004 від 21 серпня 2004 року відповідно до Закону України «Про телекомунікації» і була органом регулювання у сфері телекомунікацій, користування радіочастотним ресурсом України, надання послуг поштового зв'язку. НКРЗ здійснювала свої повноваження у сфері користування радіочастотним ресурсом України у смугах радіочастот загального користування.
Ліквідована Указом Президента України № 1065/2011 від 23 листопада 2011. Того ж дня, Указом Президента України № 1067/2011 була утворена Національна комісія, що здійснює державне регулювання у сфері зв'язку та інформатизації.

## Повноваження

##### Повноваженнями НКРЗ щодо регулювання у сфері користування радіочастотним ресурсом України були
1. Ліцензування у сфері користування радіочастотним ресурсом України відповідно до Закону;
2. Розробка та затвердження нормативно-правових актів (правил, положень, норм) щодо регулювання у сфері користування радіочастотним ресурсом України;
3. Подання пропозицій ЦОВЗ та участь у розробці Національної таблиці розподілу смуг радіочастот України та Плану використання радіочастотного ресурсу України відповідно до вимог Закону;
4. Погодження проєкту Національної таблиці розподілу смуг радіочастот України та Плану використання радіочастотного ресурсу України відповідно до вимог Закону;
5. Розробка та подання на затвердження до Кабінету Міністрів України пропозицій щодо розміру щомісячних зборів за користування радіочастотним ресурсом України, розмірів плати за видачу, переоформлення, продовження терміну дії, видачу дубліката ліцензії на користування радіочастотним ресурсом України;
6. Встановлення розмірів плати за видачу дозволів на експлуатацію;
7. Встановлення тарифів на роботи (послуги) Українського державного центру радіочастот;
8. Координація та контроль за здійсненням державного нагляду щодо користування радіочастотним ресурсом України;
9. Контроль за здійсненням радіочастотного моніторингу;
10. Встановлення порядку реалізації, експлуатації радіоелектронних засобів, випромінювальних пристроїв на території України та порядку ввезення їх із-за кордону[4];
11. Здійснення координації робіт з підтвердження відповідності радіоелектронних засобів, випромінювальних пристроїв, що виробляються в Україні та ввозяться з-за кордону;
12. Здійснення контролю за виконанням Плану використання радіочастотного ресурсу України;
13. Забезпечення за участю ЦОВЗ проведення конверсії радіочастотного ресурсу України у смугах радіочастот загального користування;
14. Забезпечення разом із ЦОВЗ та Генеральним штабом Збройних сил України проведення конверсії радіочастотного ресурсу України у смугах радіочастот спеціального користування;
15. Застосування санкцій, у тому числі штрафних, у порядку, передбаченому законом;
16. Участь у підготовці проєктів законів та інших нормативно-правових актів;
17. Подання пропозицій до проєкту Закону України про Державний бюджет України в частині фінансування заходів щодо забезпечення міжнародно-правового захисту інтересів України, проведення конверсії радіочастотного ресурсу України, здійснення ефективного розподілу радіочастотного ресурсу України, виділення і присвоєння радіочастот, забезпечення електромагнітної сумісності радіоелектронних засобів і функціонування системи радіочастотного моніторингу;
18. Здійснення аналізу виконання законів, інших нормативних актів та регламентуючих документів, що стосуються користування радіочастотним ресурсом України;
19. Узгодження тематичних планів науково-дослідних і дослідно-конструкторських робіт щодо розподілу, виділення і присвоєння радіочастот, їх міжнародно-правового захисту, забезпечення електромагнітної сумісності радіоелектронних засобів, забезпечення функціонування системи радіочастотного моніторингу;
20. Забезпечення міжнародної координації та міжнародного захисту частотних присвоєнь України, участь у роботі Міжнародного союзу електрозв'язку та в інших міжнародних організаціях з питань, що належать до компетенції НКРЗ, організація в установленому порядку реалізації їх рішень, участь у розробленні проєктів відповідних міжнародних договорів України;
21. Управління та контроль за діяльністю ДІЗ та УДЦР відповідно до вимог Закону.

##### Повноваженнями НКРЗ щодо регулювання у сфері телекомунікацій були
1. Вносить пропозиції до органів державної влади щодо проєктів законів та інших нормативно-правових актів, стандартів у сфері телекомунікацій;
2. Видає нормативні акти з питань, що належать до компетенції НКРЗ, та контролює їх виконання;
3. Забезпечує державний нагляд за додержанням суб'єктами ринку законодавства про телекомунікації;
4. Здійснює ліцензування та реєстрацію у сфері надання телекомунікаційних послуг;
5. Здійснює розподіл, присвоєння, облік номерного ресурсу, видачу та скасування дозволів, нагляд за використанням номерного ресурсу;
6. Встановлює порядок надання послуг із перенесення абонентських номерів та порядок надання послуг національного роумінгу;
7. Відповідно до закону встановлює порядок відкриття номерного ресурсу, в якому забезпечується утворення персональних номерів абонентів, та порядок адміністрування, присвоєння абонентам і обслуговування персональних номерів, визначає організацію, яка здійснює централізоване технічне адміністрування персональних номерів та перенесених абонентських номерів;
8. Забезпечує контроль за якістю телекомунікаційних послуг та задоволенням попиту споживачів;
9. Здійснює відповідно до закону тарифне регулювання у сфері телекомунікацій та встановлює порядок взаєморозрахунків між операторами телекомунікацій;
10. Дає дозвіл операторам, провайдерам телекомунікацій на встановлення спеціальних тарифів для інвалідів та соціально незахищених осіб на загальнодоступні телекомунікаційні послуги;
11. Здійснює організаційно-правове забезпечення загальнодоступних телекомунікаційних послуг;
12. Отримує безоплатно від операторів, провайдерів телекомунікацій статистичну звітність в обсягах, порядку і в терміни, визначені законодавством;
13. Отримує безоплатно від центральних та місцевих органів виконавчої влади, органів виконавчої влади Автономної Республіки Крим, органів місцевого самоврядування документи, матеріали, статистичну та іншу інформацію, визначену законодавством;
14. Приймає в межах своєї компетенції рішення, які є обов'язковими для виконання суб'єктами ринку телекомунікацій;
15. Застосовує у межах своїх повноважень в установленому законодавством порядку адміністративні стягнення до суб'єктів ринку телекомунікацій;
16. Передає до Антимонопольного комітету України матеріали в разі виявлення порушень законодавства про захист економічної конкуренції;
17. Звертається до суду з відповідними позовними заявами в разі порушення суб'єктами господарювання, що здійснюють діяльність на ринку телекомунікацій, законодавства про телекомунікації;
18. Регулює взаємодію операторів при взаємоз'єднанні телекомунікаційних мереж;
19. Створює сприятливі організаційні та економічні умови для залучення інвестицій у сферу телекомунікацій;
20. Забезпечує рівні умови діяльності у сфері телекомунікацій;
21. Забезпечує досудове вирішення спорів між суб'єктами ринку телекомунікацій щодо взаємоз'єднання телекомунікаційних мереж, надання послуг національного роумінгу, перенесення абонентських номерів та використання персональних номерів;
22. Веде реєстр операторів, провайдерів телекомунікацій;
23. Розробляє та затверджує в межах своєї компетенції Регламент НКРЗ, а також інші нормативно-правові акти;
24. Здійснює співробітництво з відповідними органами регулювання у сфері телекомунікацій інших держав.

## Склад комісії
У складі комісії було вісім членів.
Голови комісії:
- 2005—2007 — Гайдук Олег Васильович
- 2007—2008 — Звєрєв Володимир Павлович
- З 2010 — Олійник Володимир Филимонович.

## Підпорядковані підприємства
- Український державний центр радіочастот
- Державна інспекція зв'язку

## Різне
Громадську раду при комісії з 2008 очолював Дронюк Андрій Мирославович.

## Виноски
1. ↑  Про Національну комісію з питань регулювання зв'язку Украї... |  від 21.08.2004 № 943/2004. zakon2.rada.gov.ua. Процитовано 30 вересня 2016.
2. ↑  Про ліквідацію Національної комісії з питань регулювання з... |  від 23.11.2011 № 1065/2011. zakon2.rada.gov.ua. Процитовано 30 вересня 2016.
3. ↑  Про Національну комісію, що здійснює державне регулювання ... |  від 23.11.2011 № 1067/2011. zakon2.rada.gov.ua. Процитовано 30 вересня 2016.
4. ↑  Про затвердження Положення про надання дозволів на вв... |  від 05.02.2009 № 1338 (Сторінка 1 з 2). zakon2.rada.gov.ua. Процитовано 1 жовтня 2016.